# Amazon Aurora
Amazon Aurora és una base de dades relacional propietària que ofereix Amazon Web Services (AWS) com a servei des de l'octubre de 2014. Aurora està disponible com a part de l'Amazon Relational Database Service (RDS).

## Història
Aurora va oferir un servei compatible amb MySQL en el seu llançament el 2014. Va afegir compatibilitat PostgreSQL l'octubre de 2017.
L'agost de 2017, es va afegir la funció Aurora Fast Cloning (copia sobre escriptura) que permet als clients crear còpies de les seves bases de dades. El maig de 2018, es va afegir Aurora Backtrack que permet als desenvolupadors rebobinar els clústers de bases de dades sense crear-ne un de nou. Va ser possible aturar i iniciar Aurora Clusters el setembre de 2018. L'agost de 2018, Amazon va començar a oferir una versió sense servidor.
El 2019, els desenvolupadors d'Aurora van guanyar el premi SIGMOD Systems per redissenyar fonamentalment l'emmagatzematge de bases de dades relacionals per a entorns en núvol.

## Característiques
Aurora assigna automàticament l'espai d'emmagatzematge de la base de dades en increments de 10 gigabytes, segons sigui necessari, fins a un màxim de 128 terabytes. Aurora ofereix una replicació automàtica en sis direccions d'aquests fragments en tres zones de disponibilitat per millorar la disponibilitat i la tolerància a errors.
Aurora proporciona als usuaris mètriques de rendiment, com ara el rendiment de les consultes i la latència. Proporciona una clonació ràpida de bases de dades.
L'Aurora Multi-Master permet la creació de múltiples instàncies de lectura i escriptura en una base de dades Aurora en diverses zones de disponibilitat, cosa que permet que les aplicacions sensibles al temps d'activitat assoleixin la disponibilitat d'escriptura contínua mitjançant un error de la instància.
Amazon va dissenyar Aurora perquè fos compatible amb MySQL, és a dir, les eines per consultar o gestionar bases de dades MySQL (com aramysqles poden utilitzar el client de línia d'ordres  i la interfície d'usuari gràfica de MySQL Workbench). Des del desembre de 2021, Amazon Aurora és compatible amb MySQL 5.6, 5.7 i 8.0. Admet InnoDB com a motor d'emmagatzematge.